# نادي بورتو ساغونتو لكرة اليد
نادي بورتو ساغونتو لكرة اليد (بالإسبانية: Club Balonmano Puerto Sagunto)‏ هو نادي كرة يد في إسبانيا تأسس في سنة 1951 يقع مقره في منطقة بلنسية. يلعب في الدوري الإسباني لكرة اليد.